# Старозагорци
Старозагорци (до 1871 година ескизаарци) са хората, които са родени, починали или свързани със Стара Загора.

## Родени в Стара Загора
А – Б – В – Г – Д —
Е – Ж – З – И – Й —
К – Л – М – Н – О —
П – Р – С – Т – У —
Ф – Х – Ц – Ч – Ш —
Щ – Ю – Я

### А
- Адриана Николова (р. 1988) – българска шахматистка
- Александър Александров (р. 1938), лесовъд, министър на околната среда (1990)
- Александър Василев (1865 – 1927) – политик и кмет на Варна (1912 – 1915)
- Александър Екзарх (1810 – 1891), общественик
- Александър Морфов (1880 – 1934), композитор, поет, публицист и офицер
- Александър Петров (1948 – 2024), физик, академик на БАН
- Анастасия Тошева (1837 – 1919) – българска учителка
- Анелия Динева – (р. 1982) попфолк певица
- Андрей Тошев (1867 – 1944), дипломат, министър-председател на България
- Андрей Ходжов (1868 – ?), политик
- Анна Томова-Синтова (р. 1944), оперна певица
- Антон Андронов (р. 1961), кмет на града (1991 – 1995)
- Антон Митов (1862 – 1930), живописец
- Антон Огнянов (р. 1988), футболист
- Антон Попов – географ
- Антон Хекимян (р. 1984), журналист
- Асен Василев (1948 – 2024), певец
- Атанас Гърдев (1896 – 1964), фаготист, тромпетист и музикален педагог
- Атанас Димитров (1914 – 1995), български политик, министър на хранителната промишленост
- Атанас Илиев (1852 – 1927), просветен деец
- Атанас Илиев (1893 – 1985), психолог и философ
- Атанас Михов (1879 – 1975), художник

### Б
- Белла Цонева (р.1946), актриса
- Благомир Митрев (р.1972), футболист
- Богдан Филов (1883 – 1945) – учен, археолог и политик
- Бончо Тотев (1897 – 1971), кмет на града (1947 – 1948;1949 – 1950)
- Боню Гочев (1895 – 1955) – български офицер, генерал-майор
- Борис Комитов (р.1954), астроном
- Борис Охридски (1873 – 1938) – български духовник
- Братя Жекови (Михаил 1845 – 1875 и Георги 1854 – 1875), български революционери

### В
- Валентин Старчев (р.1935), скулптор
- Ваньо Шишков (р. 1969), футболист
- Васил Димчев (1862 – 1933), политик
- Васил Драголов – футболист
- Васил Михайлов(р.1938), актьор
- Васил Попов (1877 – 1903), български революционер, деец на ВМОРО
- Вельо Горанов (р. 1946), актьор
- Венелин Петков – ТВ водещ
- Вера Пейчева-Юргенс (р. 1969), шахматистка
- Веселин Койчев (р. 1961), джаз-музикант
- Веселин Ханчев (1919 – 1966), поет, публицист и драматург
- Веселин Савов (1945 – 2006), актьор
- Веселин Стойков (р.1973), оперен певец
- Веселина Кацарова (р. 1965), оперна певица, мецосопран
- Вълко Велчев (1859 – 1935), генерал-майор

### Г
- Галин Михайлов (р. 1980), футболист
- Галина Костова (р. 1994), писател и поет, художник, фотограф
- Гео Милев – поет и писател
- Георги Абаджиев (1859 – 1940) – генерал
- Георги Апостолов (1853 – 1876), четник в четата на Христо Ботев
- Георги Бакалов (1873 – 1939), общественик, историк
- Георги Бенев (1843 – 1909), български революционер
- Георги Василев (1904 – ?), кмет на града (1944 – 1947)
- Георги Данов, български революционер от ВМОРО, четник на Петър Самарджиев[1]
- Георги Евстатиев (1875 – 1923), художник-живописец
- Георги Кюмюрев (1855 – 1921), политик и кмет на града (1893)
- поручик Георги Р. Кюмюрджиев, летец, загинал на 20.12 1943 защитавайки небето на София
- Георги П. Градинаров (1871 - ?), участник в Илинденско-Преображенското въстание в Одринско с четата на Кръстьо Българията[2]
- Георги Петров (1891 – 1959), български юрист, главен народен обвинител по време на Народния съд;
- Георги Попов (? – 1907), български революционер, деец на ВМОРО
- Георги Стоев хаджи Йоргов – търговец, председател на тайния революционен комитет, организатор на Старозагорското въстание 1875, участник в четата на Георги Икономов, осъден на смърт от турците, заточен в Дияр Бекир.
- Георги Стаматов (1893 – 1965) – актьор
- Георги Стаматов (р. 1968) – литературен критик
- Георги Танев (1935 – 2024), министър на земеделието (1992 – 1994)
- Георги Христакиев (р. 1944), футболист, олимпийски медалист от Мексико 1968
- Господин Славов (1811 – 1893), кмет на града (1878 – 1879)
- Григорий Пелагонийски (1853 – 1906) – български духовник
- Гочо Бонев (1866 – 1920), кмет на града (1903)

### Д
- Данаил Митев (р.1984), футболист
- Даниел Левиев (р. 1939), политик, министър на териториалното развитие и строителството (1994 – 1995)
- Даниел Михайлов – радиоводещ
- Димо Николов (1880 – 1961), български революционер, деец на ВМОК и ВМОРО
- Димитър Айранов (1893 – ?), български офицер, командир на въздушните войски (1941 – 1944)
- Димитър Андонов, (1871 – 1917) български офицер и деец на ВМОРО
- Димитър Вълев (1885 – 1967), политик, министър на търговията и промишлеността (1935 – 1937)
- Димитър Гюдженов (1891 – 1979), български художник
- Димитър Димитров (1908 – 1975), български археолог, академик
- Димитър Дойчинов, български революционер от ВМОРО, четник на Тане Николов[3]
- Димитър Загорски (1880 – 1942), български революционер, деец на ВМОРО
- Димитър Зидаров, български революционер от ВМОРО, четник на Кръстьо Българията[4] и на Стоян Мишев[5]
- Димитър Косев (1847 – 1923), кмет на Трявна (1878 – ?), кмет на Стара Загора (1883 – 1885;1900 – 1901)
- Димитър Мутафчиев (1902 – 1990), футболист
- Димитър Настев (1881 – 1952), офицер, генерал-майор
- Димитър Наумов (1851 – 1884), агроном
- Димитър Подвързачов (1881 – 1937), поет
- Димитър Тодоров (р. 1921), офицер, генерал-лейтенант
- Димитър Хаджигеоргиев (1873 – ?), композитор
- Динко Петров (р.1935), борец
- Дончо Атанасов (р. 1983), футболист
- Дончо Тодоров (1877 – 1913), революционер, деец на ВМОРО, по-късно ренегат

### Е
- Емил Кабаиванов (р.1961), кмет на Карлово 2003 – 2007, 2011 –
- Евгений Желев (р. 1957), лекар и бивш кмет на града

### Ж
- Жеко Алексиев (р. 1945), художник
- Живко Желев (р.1979) футболист
- Жельо Желев (р.1987), футболист
- Желязко Рашев (1890 – 1961), архитект и кмет на града (1928)
- Живко Тодоров (р. 1981), кмет на града от 2011

### З
- Здравко Илиев (р.1984), футболист
- Златина Тодева (1926 – 2007), народна актриса

### И
- Иван Гарванов (1869 – 1907) – революционер
- Иван Груев (р. 1936), писател
- Иван Д. Маджаров, български революционер от ВМОРО, четник на Васил Пачаджиев[6]
- Иван Матев – актьор, Супер Любо
- Иван Колчев (1876 - ?), деец на ВМОРО, участник в Илинденско-Преображенското въстание в 1903 година[7]
- Иван Мирчев (1897 – 1982), поет
- Иван Панев-актьор
- Иван Праматаров (1865 – 1934), кмет на града (1903)
- Иван Салабашев (1853 – 1924), политик и министър
- Иван Славов, учител в Чепеларе след 1890 г., съосновател и активен член на дружество „Странджа“, от 1898 г. участник в „Тайното революционно братство“ на Кочо Аврамов, а след 1900 г. симпатизира на ВМОРО[8]
- Иван Стоянович – революционер
- Иван х. Николов, български революционер от ВМОРО, четник на Петър Юруков[9]
- Иван Черепов (1853 – 1894), революционер, кмет на града (1894)
- Иван Чолаков, български революционер от ВМОРО, четник на Кръстьо Българията[10]
- Ивко Ганчев (р. 1965), футболист
- Иван Шарапчиев, български революционер от ВМОРО, четник на Кръстьо Българията[11]
- Искра Михайлова (р. 1982) – политик

### Й
- Йордан Митев (р.1965), футболист
- Йосиф Бекяров (1897 – ?), български офицер, полковник

### К
- Керка Хубенова – поетеса и журналистка
- Кирил Христов (1875 – 1944), писател и поет
- Койчо Славов, български революционер от ВМОРО, четник на Иван Наумов Алябака[12]
- Кольо Георгиев (р.1940), кмет на града (1976 – 1986)
- Константин Антонов (1879 – 1932), деец на ВМОК, ВМОРО и ВТРО
- Константин Тренчев (р.1955), профсъюзен деятел
- Костадин Черепов (1885 – ?), четник при Дончо Лазаров през 1907 г.[13][14]
- Красимира Дамянова(р.1985), режисьор, актриса
- Красимир Стоянов (р. 1950), български политик
- Красимира Колдамова (р.1938), примабалерина

### Л
- Любомир Стойков (р.1954), журналист

### М
- Маргарит Николов (р.1945), режисьор
- Марин Георгиев (? – 1903), български революционер, деец на ВМОРО
- Мария Донева (р. 1974), поетеса
- Мария Кирова (р.1982), попфолк певица
- Марио Жеков (1898 – 1955), художник маринист
- Марко Фридман (1892 – 1923), комунист
- Мартин Калчев (р.1989), каратист и европейски шампион
- Мая Дългъчева (р. 1969), детска писателка
- Милош Данов (1874 – 1943), политик и кмет на град Пловдив (1918 – 1919;1928 – 1929)
- Милчо Танев (р.1983), футболист
- Минка Стефанова (1919 – ?), кмет на града (1951 – 1953)
- Минко Минев (1848 – 1932), политик и кмет на града (1912 – 1915)
- Минчо Нейчев (1887 – 1956), политик
- Минчо Пейчев (р. 1936), български политик, министър на народното здраве и социалните грижи (1988 – 1990)
- Мирчо Стоянов (1857 – 1933), кмет на града (1890 – 1893)
- Милю Милев (?-?), политик
- Мира (р.1983), попфолк певица
- Мирю Христев, български революционер от ВМОРО, четник на Кръстьо Българията[15]
- Михаил Савов – (1857 – 1928), български военен деец, генерал-лейтенант, помощник-главнокомандващ по време на Балканските войни
- Михаил Сливков (1868 – 1937), търговец и кмет на града (1919 – 1921)
- Михаил Харитонов (1868 – 1941), учител, участник в Балканската война
- Миял Гюров, български революционер от ВМОРО, четник на Иван Наумов Алябака[16]
- Младен Петков – радиоводещ

### Н
- Наско Сираков – футболист
- Настьо Пачауров (1886 – 1969), адвокат и кмет на града (1915 – 1918)
- Наум Шопов (1930 – 2012), актьор
- Начо Начев (1883 – 1960), кмет на града (1936 – 1938)
- Начо Начов (1853 – 1916), общественик, академик на БАН
- Нели Огнянова (р.1956), юрист
- Никола Андреев, (1876 – 1912), български офицер, в негова чест е наречено с. Капитан Андреево
- Никола Бонев (1898 – 1979), астроном
- Никола Ганчев (1843 – 1876), революционер
- Никола Георгиев (1896 – 1968), кмет на града (1932 – 1934)
- Никола Грозданов (1894 – 1976), офицер, генерал-майор
- Никола Дечев (1880 – 1903), революционер, деец на ВМОРО
- Никола Дочев (1883 – 1917), революционер от ВМОРО
- Никола Жеков (1880 – 1944), революционер от ВМОРО
- Никола Илчев (1902 – 1975), боксьор, борец и кечист, обучил серия големи борци
- Никола Илиев (1871 – ?), офицер, полковник
- Никола Мутафчиев (1904 – 1963), футболист
- Никола Попстоянчев, революционер от ВМОРО
- Никола Райков (1981), писател
- Николета Караколева (р.1993), футболист от националния отбор по футбол за жени
- Николай Евров (1903 – 1973), художник
- Николай Колев - Босия (р.1951), дисидент
- Николай Лилиев (1885 – 1960), поет

### П
- Павел Ковачев (р. 1987), футболист
- Пенко Господинов (р. 1970), актьор
- Пенчо Славов (1855 – 1917), революционер и кмет на града (1893 – 1894;1903 – 1908)
- Пейчо Денев (р.1940), кмет на града (1990)
- Петко Тенев (р.1962), футболист
- Петър Андреев (1879 – 1912), деец на ВМОРО
- Петър Вълевски (1908 – ?), кмет на града (1950 – 1951)
- Петър Кабакоев (1850 – 1932), кмет на града (1901 – 1903)
- Петър Крумов (р.1934), хоров диригент
- Петя Неделчева (р.1983), бадминтонистка
- Пламен Колев (р.1988), футболист
- Пламен Липенски (р.1960), футболист и треньор
- Петър Гюзелев (1945 – 2013), музикант
- Петър х. Василев, български революционер от ВМОРО, четник на Кръстьо Българията[17]
- Пешко Буналов, български революционер от ВМОРО, четник на Иван Наумов Алябака[18]

### Р
- Райна Томова (1940 – 2024), сценаристка
- Ружа Делчева (1915 – 2002), актриса
- Румен Даскалов (р. 1958), историк

### С
- Станимир Гъмов актьор
- Сава Казмуков (1858 – 1936), български политик, кмет на града (1894 – 1899), (1909 – 1912)
- Сава Стоянович (1875 – 1954) – български офицер, полковник
- Сава Хаджидечев (1844 – 1917), кмет на Бургас (1894 – 1895)
- Сибин Майналовски (р.1974), писател
- Симеон Минчев (р.1982), футболист
- Слави Жеков (р.1976), футболист
- Славе Стефанов, български революционер от ВМОРО, четник на Михаил Чаков[19]
- Станислав Танев (р.1969), футболист и бивш президент на ПФК Берое
- Стефан Азманов (1868 – 1938) – генерал-майор
- Стефан Бояджиев (1879 – 1949), кмет на града (1935 – 1936) и на Бургас (1931 – 1932)
- Стефан Вълдобрев (р.1970), актьор и музикант
- Стефан Гърдев (р. 1947), актьор и режисьор
- Стефан Дамянов (р. 1938), бивш кмет на Казанлък
- Стефан Киров (1861 – 1948), академик на БАН
- Стефан Кисьов – писател
- Стефан Кюмюрев (1882 – 1958), кмет на града (1924 – 1928)
- Стефан Салабашев (1847 – 1913), кмет на града (1879 – 1883;1886 – 1890)
- Стефан Салабашев (1865 – 1920), български полковник
- Стефан Салгънджиев (1847 – 1911) – български просветен деец
- Стефан Стоев (Лозов), български революционер от ВМОРО, четник на Панчо Константинов[20]
- Стефан Тошев (1859 – 1924), български военен деец, генерал от пехотата
- Стефан Чавдаров (1883 – 1944), български революционер, деец на ВМОРО
- Стефка Янорова (р.1969), актриса
- Стойчо Стойчев (1937 – 1996) – поет
- Стоян Андреев, български революционер от ВМОРО, четник на Цено Куртев[21]
- Стоян Желев (р.1976), футболист
- Стефка Минева (р.1949), оперна певица
- Славена – попфолк певица

### Т
- Танко Дяков (р. 1984), футболист
- Таньо Клисуров – поет
- Таньо Танев (р.1959), поет
- Тачо Хаджистоенчев (1887 – 1952), революционер, деец на ВМОРО
- Теньо Минчев – футболист
- Теодор Койчинов – MUSIC IDOL
- Теодора Стефанова (р.1961), ясновидка
- Тодор Дочев (1882 – 1909) член на ВМРО. Войвода на чета в Костурско
- Тодор Мирчев (1890 – 1934), адвокат и кмет на града (1928)
- Тодор Кръстев (1945 – 2000), футболист, сребърен медалист от олимпиадата в Мексико 1968
- Тодор Т. Чалницки, български революционер от ВМОРО, четник на Иван Наумов Алябака[22]

### У
- Димитър Узунов (1922 – 1985) – певец
- Устата – Изпълнител

### Х
- Христо Абрашев (1882 – 1915), български журналист, македоно-одрински опълченец
- Христина Морфова (1889 – 1936), оперна певица
- Христо Маринов (р.1987), борец и световен шампион
- Христо Старшията, български революционер на ВМОРО
- Христо Танев (р.1943), художник
- Христо Терзиев (р.1978), футболист
- Христо Фетваджиев (1889 – 1977), адвокат и кмет на града (1921 – 1923;1923 – 1924;1941 – 1944)
- Христо Христов (1900 – ?), български офицер, полковник
- Христо Христозов (р.1972), футболист

### Я
- Явор Янакиев (р.1985), борец и световен шампион
- Яни Милчаков (р.1955), литературен теоретик и дипломат
- Яница Нешева (р.1975), оперна певица
- Янко Вълканов (р.1982), футболист

### Македоно-одрински опълченци от Стара Загора
- Деко М. Абаджиев, македоно-одрински опълченец, Скечанска чета, 15 щипска дружина, 4 рота на 11 сярска дружина[23]
- Иван Ангелов, македоно-одрински опълченец, 29 (32)-годишен, предприемач (акордант), ІІІ клас, Втора отделна партизанска рота, четата на Никола Жеков, 2 и 3 рота на 4 битолска дружина, убит при Пониква, Кочанско на 22 юни 1913 година[24]
- Константин Антонов, македоно-одрински опълченец, 34-годишен, четата на Никола Жеков, 3 рота на 3 солунска дружина[25]

## Починали в Стара Загора
А – Б – В – Г – Д —
Е – Ж – З – И – Й —
К – Л – М – Н – О —
П – Р – С – Т – У —
Ф – Х – Ц – Ч – Ш —
Щ – Ю – Я

### А
- Атанас Илиев (1852 – 1927), просветен деец

### Б
- Борис Охридски (1873 – 1938) – български духовник
- Борис Тиков (1898 – 1972) – деец на ВМРО

### В
- Васил Сейреков (1875 – 1944), офицер, кмет на града (1923;1934 – 1935)
- Веселин Савов (1945 – 2006), актьор

### Г
- Георги Кюмюрев (1855 – 1921), политик и кмет на града (1893)

### Д
- Димитър Загорски (1880 – 1942), български революционер, деец на ВМОРО
- Димитър Косев (1847 – 1923), кмет на Трявна (1878 – ?), кмет на Стара Загора (1883 – 1885;1900 – 1901)
- Димитър Наумов (1851 – 1884), агроном
- Димитър Драгиев (1869 – 1943), български политик

### Ж
- Желязко Рашев (1890 – 1961), архитект и кмет на града (1928)

### И
- Иван Черепов (1853 – 1894), революционер, кмет на града (1894)
- Иван Вълков (1875 – 1962), български генерал

### Й
- Йордан Капсамунов (1907 – 1991), бивш кмет на града (1952 – 1962)

### К
- Константин Антонов (1879 – 1932), деец на ВМОК, ВМОРО и ВТРО
- Коста Цокев (1867 – 1933), учител, кмет на града (1918 – 1919)
- Кирил Вазов (1855 – 1943), лекар и общественик

### М
- Методий Кусев (1838/40 – 1922), митрополит на Стара Загора (1896 – 1922)
- Минко Минев (1848 – 1932), политик и кмет на града (1912 – 1915)
- Митко Гогошев (1940 – 1997), физик
- Михаил Сливков (1868 – 1937), търговец и кмет на града (1919 – 1921)
- Михаил Стойнов (1875 - ?), деец на ВМОРО, участник в Илинденско-Преображенското въстание в 1903 година[7]

### Н
- Начо Начев (1883 – 1960), кмет на града (1936 – 1938)
- Начо Начов (1853 – 1916), общественик, академик на БАН
- Никола Ганчев (1843 – 1876), революционер
- Никола Грозданов (1894 – 1976), български офицер, генерал-майор

### П
- Павел Калитин (1846 – 1877), руски офицер, загинал в Руско-турската война от 1877 – 1878
- Павел Старозагорски (1882 – 1940), митрополит на Стара Загора (1923 – 1940)
- Панкратий Старозагорски (1926 – 1998), митрополит на Стара Загора (1967 – 1998)
- Пенчо Славов (1855 – 1917), революционер и кмет на града (1893 – 1894;1903 – 1908)
- Петър Кабакоев (1850 – 1932), кмет на града (1901 – 1903)

### С
- Сава Казмуков (1858 – 1936), български политик, кмет на града (1894 – 1899), (1909 – 1912)
- Стефан Кюмюрев (1882 – 1958), кмет на града (1924 – 1928)

### Т
- Тодор Кръстев (1945 – 2000), футболист, сребърен медалист от олимпиадата в Мексико 1968
- Тота Антонова (1880 – 1959), българска учителка, революционерка и деятелка на ВМОК
- Таньо Клисуров (1944-2024), български поет и писател, почетен гражданин на Стара Загора

### Х
- Христо Кърбуюк (1879 - ?), деец на ВМОРО, участник в Илинденско-Преображенското въстание в 1903 година[7]
- Христо Стайков (1915 – 2006), кмет на града (1964 – 1971)

## Други
- Митрополит Методий Кусев (1838 – 1922) – български духовник, основател на парк Аязмото
- Димитър Павлович (1834 – 1911) – лекар, работи в града през 1864 – 1866
- Стою Неделчев-Чочоолу (1908 – 1987) – български партизанин, генерал, живял и починал в града
- Делчо Делчев – български генерал
- Иван Божков – учен и политик
- Лубор Байер, чешки архитект, главен проектант на града след 1878 г.
- Петко Славейков (1827 – 1895), писател, кмет на града (1877)
- Захари Княжевски – просветен деец
- Пейо Яворов – телеграфист за кратко в града
- Васил Левски – учи две години в класното училище в града

Известни родове
- Азманови
- Богданови
- Шаханови
- Капитанови